# San Antonio Amealco
San Antonio Amealco är en ort i Mexiko.   Den ligger i kommunen Zacualpan och delstaten Mexiko, i den södra delen av landet, 120 km sydväst om huvudstaden Mexico City. San Antonio Amealco ligger 1 434 meter över havet och antalet invånare är 147.
Terrängen runt San Antonio Amealco är lite bergig. Runt San Antonio Amealco är det ganska glesbefolkat, med 45 invånare per kvadratkilometer. Närmaste större samhälle är Zacualpan, 16,6 km nordost om San Antonio Amealco. I omgivningarna runt San Antonio Amealco växer huvudsakligen savannskog.